# Кашик
Каши́к (также Каших, крымскотат. Qaşıq, Къашыкъ, укр. Кашик) — исчезнувшее село в Ленинском районе Республики Крым, располагавшееся на юге района и Керченского полуострова, в районе мыса Чауда, примерно в 14 км южнее современного села Вулкановка.

## История
Первое документальное упоминание села встречается в Камеральном Описании Крыма… 1784 года, судя по которому, в последний период Крымского ханства Качик входил в Орта Керченский кадылык Кефинского каймаканства. После присоединения Крыма к России (8) 19 апреля 1783 года, (8) 19 февраля 1784 года, именным указом Екатерины II сенату, на территории бывшего Крымского Ханства была образована Таврическая область и деревня была приписана к Левкопольскому, а после ликвидации в 1787 году Левкопольского — к Феодосийскому уезду Таврической области. После Павловских реформ, с 1796 по 1802 год, входила в Акмечетский уезд Новороссийской губернии. По новому административному делению, после создания 8 (20) октября 1802 года Таврической губернии, Кашик был включён в состав Кадыкелечинской волости Феодосийского уезда.
По Ведомости о числе селений, названиях оных, в них дворов… состоящих в Феодосийском уезде от 14 октября 1805 года , в деревне Качик числилось 11 дворов и 57 жителей. На военно-топографической карте генерал-майора Мухина 1817 года деревня Кашик обозначена с 10 дворами. После реформы волостного деления 1829 года Яго Качик, согласно «Ведомости о казённых волостях Таврической губернии 1829 года», отнесли к Чалтемирской волости (переименованной из Кадыкелечинской). На карте 1836 года в деревне Джага Качик 4 двора, а на карте 1842 года Джага Кашик обозначен условным знаком «малая деревня», то есть, менее 5 дворов.
В 1860-х годах, после земской реформы Александра II, деревню оказалась на территории Петровской волости. Согласно «Памятной книжке Таврической губернии за 1867 год», деревня Джага Качик была покинута жителями в 1860—1864 годах, в результате эмиграции крымских татар, особенно массовой после Крымской войны 1853—1856 годов, в Турцию и заселена русскими мещанами, но до 1890 года селение ни в каких доступных документах не упоминается. Время поселения в деревне немецких и болгарских колонистов пока не установлено, но на верстовке Крыма 1890 года в Кашихе обозначено 11 дворов с немецко-болгарским населением (также, северо-восточнее, имеются развалины одноимённой деревни). По Статистическому справочнику Таврической губернии. Ч.II-я. Статистический очерк, выпуск пятый Феодосийский уезд, 1915 год, на хуторе Джага-Качик (на земле Грамматикова) Петровской волости Феодосийского уезда числилось 7 дворов с русским населением в количестве 41 человека только «посторонних»  жителей
После установления в Крыму Советской власти, по постановлению Крымревкома, 25 декабря 1920 года был образован Керченский (степной) уезд, а, постановлением ревкома № 206 «Об изменении административных границ» от 8 января 1921 года была упразднена волостная система и село вошло в состав Петровского района Керченского уезда, а в 1922 году уезды получили название округов. На 10 верстовке Крыма 1922 года Кашик обозначен, как селение менее чем с 10 дворами. 11 октября 1923 года, согласно постановлению ВЦИК, в административное деление Крымской АССР были внесены изменения, в результате которых округа были отменены, Керченский округ слили с Феодосийским, Петровский район упразднили, влив в Керченский район. Согласно Списку населённых пунктов Крымской АССР по Всесоюзной переписи 17 декабря 1926 года, на хуторе Кашик, Джепар-Бердынского сельсовета Керченского района, числилось 12 дворов, из них 6 крестьянских, население составляло 35 человек, из них 23 болгарина, 5 украинцев, 2 русских, 1 армянин, 4 записаны в графе «прочие». Постановлением ВЦИК «О реорганизации сети районов Крымской АССР» от 30 октября 1930 года (по другим сведениям 15 сентября 1931 года) Керченский район упразднили и село включили в состав Ленинского. Время ликвидации селения пока не установлено, но на полукилометровой РККА карте 1941 года обозначены уже развалины деревни Каших.